# Jules Pichon
Jules Pichon, francoski general, * 1877, † 1949.